# Монастырь Беочин
Монастырь Беочин (серб. Манастир Беочин) — православный монастырь в Сербии, расположен на северном склоне кряжа Фрушка-Гора, рядом с городом Беочин. Находится в юрисдикции Сербской православной церкви.
Время основания монастыря неизвестно, в турецких документах он впервые упоминается в 1566—1567 годах как мужской монастырь с небольшой однонефной церковью. Игумены монастыря дважды в 1622 и 1629 годах посещали Москву за сбором милостыни на обновление монастырских построек. После австро-турецкой войны 1697—1699 годов монахи монастыря Рача, бежавшие из Косово, участвовали в восстановлении монастыря (в 1708 году ими была построена небольшая деревянная церковь).
Кафоликон монастыря — Вознесенский собор в барочном стиле был построен в 1732—1740 годы, ктиторами выступили Миливой Милакович и его сын Пётр. В 1762 году к собору пристроили колокольню. В соборе сохранился пятиярусный иконостас (1756—1766 годы). Одновременно с постройкой собора в монастырском саду возвели часовню Георгия Победоносца (в 1905 году она была полностью перестроена, сохранился иконостас 1739 года). Монастырские кельи, окружающие собор, возвели в 1728—1771 года. Полная реставрация монастыря была проведена в 1893 году, а в 1921 году ряд строений был незначительно перестроен.
Монастырь пострадал во время Второй мировой войны, была разграблена его ризница (часть предметов возвращены). После войны монастырь был возобновлён как женский. В 1974 году был отреставрирован его кафоликон, а в 1978 году Георгиевская часовня. В монастыре хранится чтимая икона Богородицы, иллюминированные Евангелия XV и XVI веков, церковная завеса XIV—XV веков, серебряный киот мастера Дмитра. В монастыре похоронен епископ Хвостанский Варнава (Настич), умерший в нём на покое в 1964 году.
По состоянию на 2002 год в монастыре проживают 6 монахинь и 1 послушница. Настоятель монастыря - игуменья Екатерина (Радосавлевич).